# NGC 4088
NGC 4088 (również PGC 38302, UGC 7081 lub Arp 18) – galaktyka spiralna z poprzeczką (SBbc), znajdująca się w gwiazdozbiorze Wielkiej Niedźwiedzicy. Została odkryta 9 marca 1788 roku przez Williama Herschela.
W galaktyce tej zaobserwowano supernowe SN 1991G i SN 2009dd.